# Полицкий повет
Полицкий повет (пол. Powiat policki) — повет (район) в Польше, входит как административная единица в Западно-Поморское воеводство. Центр повета — город Полице. Занимает площадь 664,16 км². Население — 76 247 человек (на 31 декабря 2015 года).

## Административное деление
- города: Нове-Варпно, Полице
- городско-сельские гмины: Гмина Нове-Варпно, Гмина Полице
- сельские гмины: Гмина Добра, Гмина Колбасково

## Демография
Население повета дано на 31 декабря 2015 года.
| Перепись            | Всего | Мужчины | Женщины |
| ------------------- | ----- | ------- | ------- |
| Всего               | 76247 | 37385   | 38862   |
| Городское население | 34448 | 16839   | 17609   |
| Сельское население  | 41799 | 20546   | 21253   |